# 아이파크몰 고척점
아이파크몰 고척점은 아이파크몰의 2호점으로 구로구 고척동에 있는 시설이다. 코스트코도 입점하였다.